# Tadeusz Gadacz

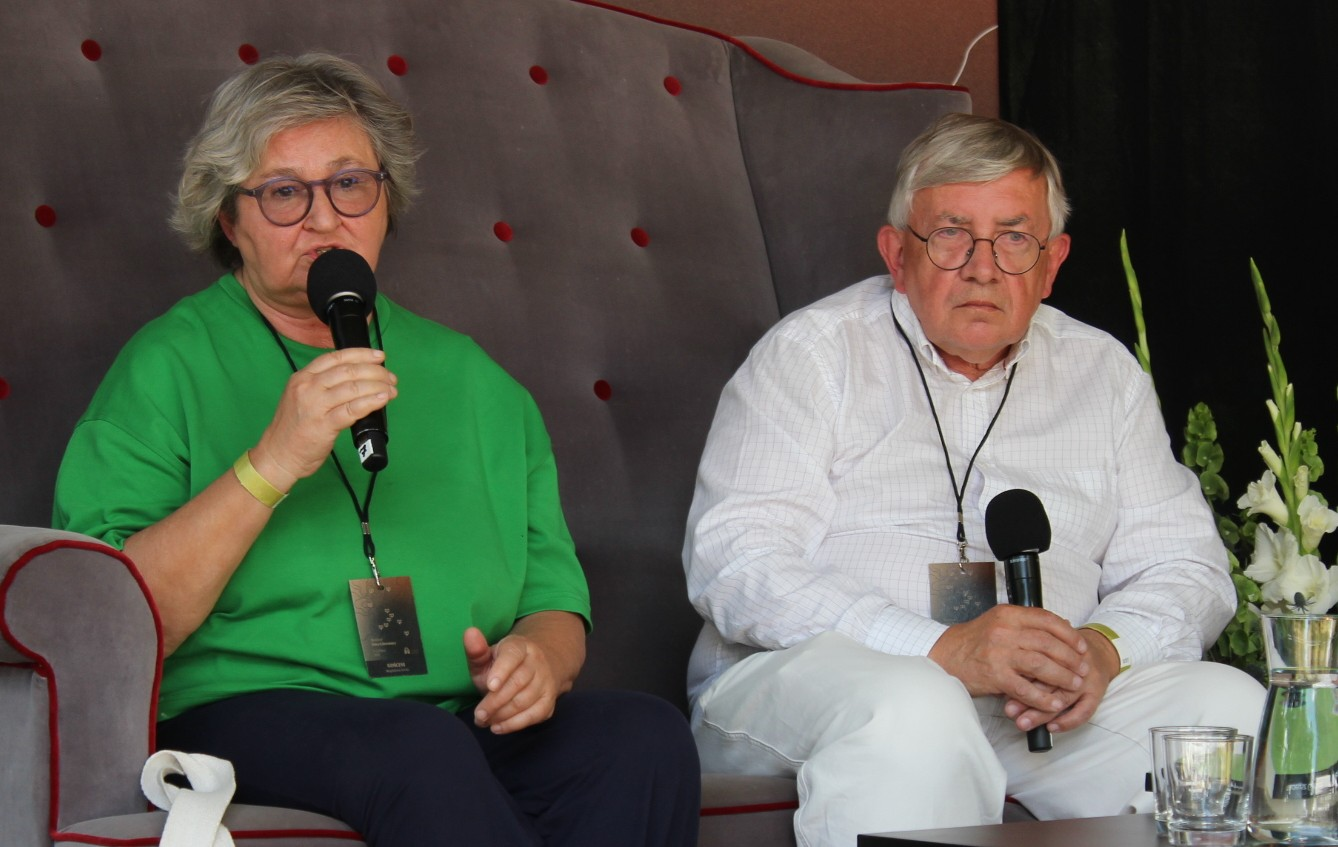
Magdalena Środa i Tadeusz Gadacz

Tadeusz Antoni Gadacz (ur. 22 października 1955 w Krakowie) – polski filozof i religioznawca specjalizujący się w filozofii człowieka, wykładowca akademicki, tłumacz, profesor nauk humanistycznych, były prezbiter katolicki i były członek pijarów.
Uczeń Józefa Tischnera. W latach 1991–1995 dziekan Wydziału Filozofii Papieskiej Akademii Teologicznej, od 1995 prowincjał zakonu pijarów, odszedł z zakonu w 1998. W latach 1996–1999 kierownik Katedry Filozofii Religii na Wydziale Filozoficznym Uniwersytetu Warszawskiego, później profesor Collegium Civitas w Warszawie, dyrektor Instytutu Filozofii i Socjologii Uniwersytetu Pedagogicznego w Krakowie oraz pracownik Wydziału Humanistycznego Akademii Górniczo-Hutniczej w Krakowie. Redaktor Encyklopedii Religii Wydawnictwa Naukowego PWN. Od 2019 do 2024 radny Sejmiku Województwa Małopolskiego.

## Życiorys
Doktorat z filozofii uzyskał w 1984 na Papieskiej Akademii Teologicznej w Krakowie na podstawie rozprawy Wolność jednostki w filozofii G.W.F. Hegla. Habilitację obronił na tej samej uczelni w 1990 na podstawie pracy Wolność a odpowiedzialność. Rosenzweiga i Levinasa krytyka Heglowskiej wolności ducha. Tłumacz Gwiazdy Zbawienia Franza Rosenzweiga. W 2009 otrzymał tytuł profesora nauk humanistycznych.
W 1982 przyjął święcenia kapłańskie. Od 1982 był bliskim współpracownikiem księdza Józefa Tischnera. Był dyrektorem Liceum Ogólnokształcącego Zakonu Pijarów im. Stanisława Konarskiego w Krakowie, w którym wprowadził koedukację. W latach 1991–1995 był dziekanem Wydziału Filozofii Papieskiej Akademii Teologicznej. W 1995 został wybrany na prowincjała zakonu pijarów, przedstawiając program otwarcia się na zmiany posoborowe i rzeczywistość świecką. W 1998 postanowił odejść z zakonu, aby połączyć się oficjalnie z matką swego dziecka, co w ocenie niektórych komentatorów wywołało „wstrząs w krakowskiej opinii publicznej”.
W 2010 profesor Jan Woleński zarzucił mu wykorzystanie w 2. tomie monografii Historia filozofii XX wieku z 2009 fragmentów prac innych autorów bez ich prawidłowego oznaczenia. Rzecznik dyscyplinarny Uniwersytetu Pedagogicznego w Krakowie umorzył postępowanie w tej sprawie.
Członek Collegium Invisibile. Jest członkiem rady redakcyjnej czasopisma Etyka.
Jest profesorem w Katedrze Studiów nad Kulturą i Badań Ery Cyfrowej na Wydziale Humanistycznym AGH. 
Dawne miejsca pracy:
- Katedra Filozofii Collegium Civitas w Warszawie – kierownik, profesor
- Instytut Filozofii i Socjologii UP – dyrektor, profesor
- Instytut Filozofii i Socjologii PAN – zastępca dyrektora, profesor nadzwyczajny
- Wydział Filozoficzny Papieskiej Akademii Teologicznej w Krakowie – profesor nadzwyczajny

Był członkiem prezydium Komitetu Nauk Filozoficznych PAN oraz prezesem Polskiego Towarzystwa Etycznego.
Wśród wypromowanych przez niego doktorów znaleźli się: Piotr Kostyło i Jarosław Gara.
Został członkiem partii Nowoczesna. W 2018 bezskutecznie kandydował do Sejmiku Województwa Małopolskiego z listy Koalicji Obywatelskiej, otrzymując 6713 głosów. Mandat objął wkrótce po wyborach w miejsce Grzegorza Lipca, obejmującego wakujący mandat poselski. W 2024 nie ubiegał się o reelekcję w wyborach samorządowych. W 2023 kandydował do Sejmu z listy Koalicji Obywatelskiej jako członek Platformy Obywatelskiej.

## Publikacje
- 2020: O bezprawiu i przyzwoitości. Wady i zalety moralne dla mądrych ludzi na trudne czasy. Wydawnictwo Nieoczywiste, ISBN 978-83-66402-52-2

- 2018: Uniwersalne prawdy i prawa życia dla mądrych ludzi na trudne czasy. Wydawnictwo Nieoczywiste, ISBN 978-83-633-9152-2[14]
- 2009:
  - Historia filozofii XX wieku. Nurty. Tom I: Filozofia życia, pragmatyzm, filozofia ducha. Wyd. I. T. 1. Kraków: Znak, luty 2009. ISBN 978-83-240-0964-0. Brak numerów stron w książce
  - Historia filozofii XX wieku. Nurty. Tom II: Neokantyzm. Filozofia egzystencji. Filozofia dialogu. T. 2. Kraków: Znak, wrzesień 2009. ISBN 978-83-240-0965-7. Brak numerów stron w książce
- 2008: O ulotności życia. Wydawnictwo Iskry ISBN 978-83-244-0071-3.
- 2007: Filozofia Boga w XX wieku. Od Lavelle’a do Tischnera. Wydawnictwo WAM ISBN 978-83-750-5072-1.
- 2002: O umiejętności życia. Wydawnictwo Znak ISBN 83-240-0240-5.
- 2000: Rozumowe poznawanie Boga. Bydgoskie Towarzystwo Naukowe ISBN 83-901-3292-3.

## Nagrody i odznaczenia
- Nagroda Prezydenta Miasta Warszawy dla najlepszego nauczyciela akademickiego (2002),
- Nagroda Ministra Kultury, Biblioteki Narodowej i „Nowych Książek” dla najlepszego autora roku 2003 za redakcję naukową (wspólnie z Bogusławem Milerskim) dziesięciotomowej encyklopedii Religia (2004),
- Nagroda dla najlepszego wykładowcy w historii Collegium Civitas (2008),
- Złoty Krzyż Zasługi „za zasługi w działalności na rzecz rozwoju nauki” (2012)[15].